# Salton City
Salton City est un census-designated place en bordure du lac Salton Sea dans le Comté d'Imperial de l'État de Californie. Sa population s’élevait à 5 155 lors du recensement de 2020 et de 3 163 en 2010.

## Histoire
Salton City s'est développé durant les années '50 et créée en 1958 par M. Penn Phillips et Holly Sugar Corporation, comme lieu de villégiature sur la Salton Sea, un lac d'eau salé localisé sur la faille de San Andreas, mais son développement a été limité de par son isolement et le manque de main d’œuvre locale.
Dans les années 1970, la plupart des maisons construites sur le rivage ont été abandonnées en raison de l'élévation de l'eau, y compris la marina.
Dans les années 1980 et 1990, l'augmentation de la salinité et une possible pollution de l'eau de la Salton Sea ont fait chuter la fréquentation des ensembles de loisirs.
Depuis les années 2000, le développement de Salton City est reparti à la hausse, résultat de l'augmentation des prix de l'immobilier en Californie. Les terrains et logements bon marché, ainsi que l'amélioration de la voie rapide SR 86 et de la venue du casino « Torres-Martinez Desert Cahuilla Indians », attirent de nouveaux résidents,.

## Géographie
Selon le bureau du recensement des États-Unis, Salton City a une superficie totale de 55,506 km2, la totalité de ses terres.

## Démographie
| 1990  | 2000 | 2010  | 2020  | - | - |
| ----- | ---- | ----- | ----- | - | - |
| 1 233 | 978  | 3 763 | 5 155 | - | - |

## Galerie

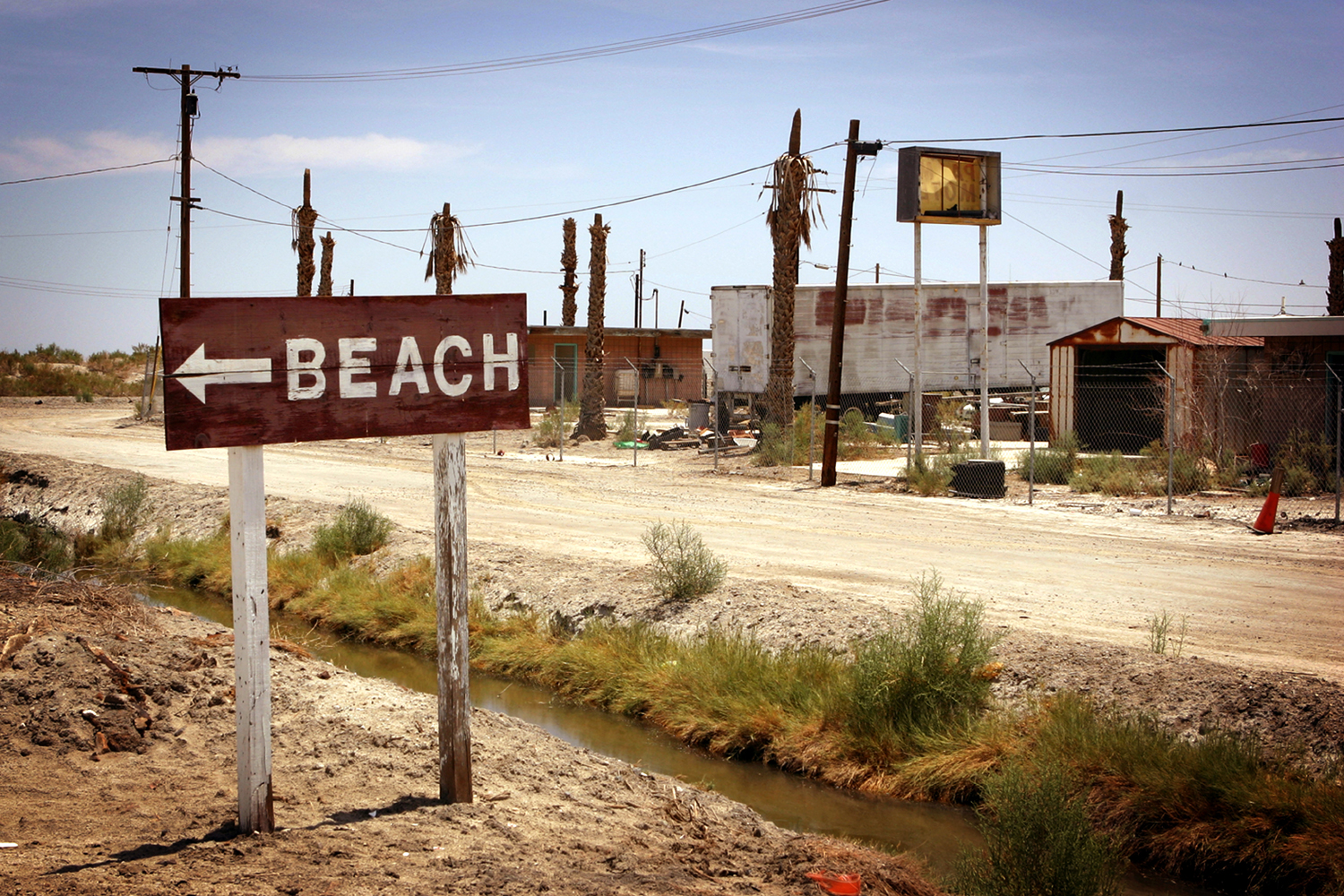
Magasins abandonnés (mai 2006)
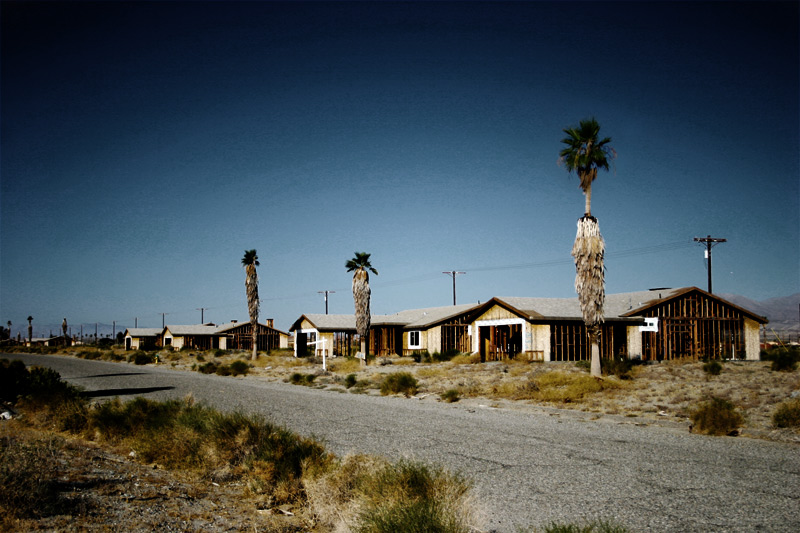
Quatre maisons non terminées et abandonnées (juin 2010)
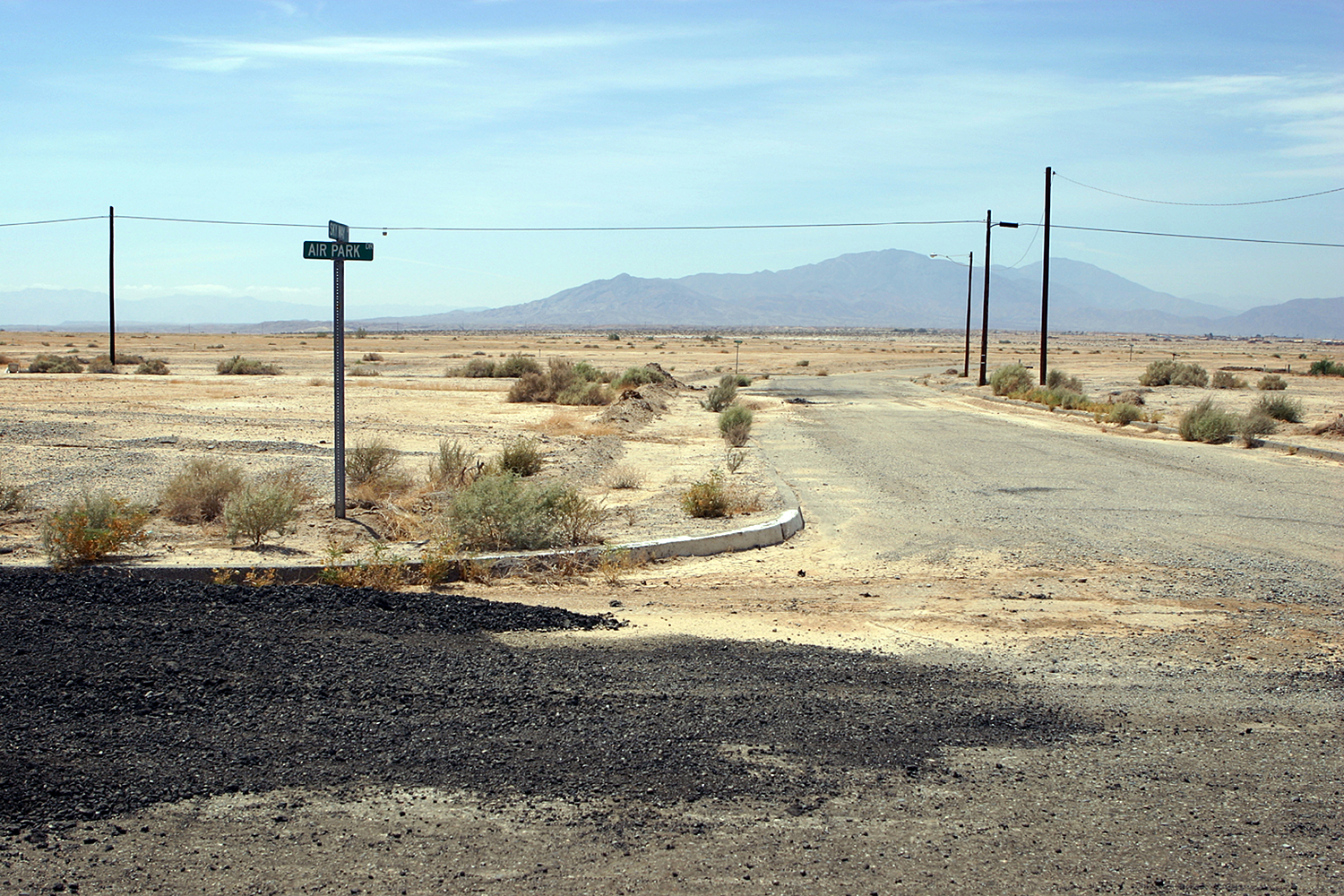
Voie menant à l'aéroport, jamais utilisé